# David Aguirre Rodríguez
David Florentino Aguirre Rodríguez (Paihuano, 14 de marzo de 1853 - La Serena, 29 de enero de 1917) fue un abogado y político radical chileno. Hijo de Víctor Pascual Aguirre Cisternas y María Nieves Rodríguez Reynalds. Contrajo matrimonio con Josefa Laurencia Pinto Rodríguez (1881).
Realizó sus estudios en el Seminario Conciliar de La Serena y en la Universidad de Chile, donde se graduó como Bachiller en Humanidades (1872), Bachiller en Leyes (1875) y como Abogado (1877). 
Fue juez subrogante de La Serena (1882) y ministro de la Corte de Apelaciones de la misma ciudad. 
Miembro del Partido Radical. Fue Intendente de Coquimbo, Regidor y Alcalde de La Serena (1888-1891). En 1890 fue unos de los fundadores del Banco de La Serena.
Diputado en La Serena, Coquimbo y Elqui (1891-1894). Durante este período formó parte de la comisión permanente de Constitución, Legislación y Justicia. 
Volvió a ser electo alcalde de La Serena, bajo la Ley de Comuna Autónoma (1894-1897).